# Edmund C. Moy
Pour les articles homonymes, voir Moy.
Edmund C. Moy (né le 12 septembre 1957) est un homme d'affaires américain et un fonctionnaire. De 2006 à 2011, il est le 38e directeur de la Monnaie des États-Unis.

## Jeunesse et études
Né à Détroit, dans le Michigan, le 12 septembre 1957, Moy grandit à Waukesha, dans le Wisconsin, où il travaille dans le restaurant de ses parents pendant son enfance. Il est diplômé de la Waukesha North High School (1975) et de l'université du Wisconsin-Madison (1979), où il obtient un triple diplôme en économie, relations internationales et sciences politiques. À l'UW-Madison, Moy est membre de la fraternité internationale Tau Kappa Epsilon.

## Carrière
De 1979 à 1989, Moy travaille pour Blue Cross Blue Shield United of Wisconsin (en). Il est ensuite directeur du bureau de gestion des soins à la Health Care Financing Administration sous l'administration de George H. W. Bush. De 2001 à 2006, Moy fait partie de l'administration de George W. Bush en tant qu'assistant spécial du président pour le personnel présidentiel. Il supervise la sélection des candidats pour les nominations présidentielles dans les domaines généraux des ressources humaines, naturelles et culturelles. En 2003, il fait partie de l'équipe de transition du nouveau département de la sécurité intérieure.
Le 29 juin 2006, le président Bush nomme Moy au poste de 38e directeur de la Monnaie des États-Unis. Il prête serment le 5 septembre 2006. Moy reçoit la médaille Alexander Hamilton pour le service public, décernée par le secrétaire au Trésor de l'époque, Henry Paulson. Il annonce sa démission en tant que directeur de la Monnaie le 20 décembre 2010, avec effet au 9 janvier 2011. Après avoir quitté la Monnaie des États-Unis, Moy est devient vice-président de l'infrastructure d'entreprise pour L&L Energy, Inc. (en). Depuis 2014, il est directeur de la stratégie de Fortress Gold Group. En novembre 2021, il rejoint l'équipe de réflexion de U.S. Money Reserve en tant que directeur de la stratégie.
En 2021, il est nommé l'une des personnes les plus influentes du monde de la numismatique (1960-2020).

## Vie privée
Moy participe activement à des organisations représentant la communauté asiatique-américaine et est membre du conseil d'administration de Christianity Today International. Il est élu Grand Crysophylos (trésorier) de la Fraternité internationale Tau Kappa Epsilon lors du 54e conclave biennal qui se tenu à Las Vegas, au Nevada le 7 août 2007. Il devient ensuite Grand Grammateus (secrétaire), puis Grand Epiprytanis (vice-président). Il est nommé « Teke Alumnus of the Year » (ancien élève de l'année) en 2005. Il est élu Grand Prytanis (Président) lors du Conclave de 2011.
Pendant deux ans et demi, à partir de 1997, Moy souffre d'une maladie nerveuse débilitante, qui est guérie par une opération du cerveau.
Moy est marié à Karen Johnson Moy et a une fille adoptée en Chine, Nora Sue Moy (née en 2005).